# Callyspongiidae
Callyspongiidae de Laubenfels, 1936 è una famiglia di spugne dell'ordine Haplosclerida.

## Tassonomia
Comprende i seguenti generi:
- Arenosclera Pulitzer-Finali, 1982
- Callyspongia Duchassaing & Michelotti, 1864
- Dactylia Carter, 1885
- Siphonochalina Schmidt, 1868